# 暁に咲く詩
「暁に咲く詩」（あかつきにさくうた）は、CooRieの7枚目のシングル。2005年8月24日にLantisから発売された。

## 概要
前作「光のシルエット」から約2ヶ月ぶりのリリースであり、2005年2作目のシングル。
表題曲「暁に咲く詩」は、テレビアニメ『D.C.S.S. 〜ダ・カーポ セカンドシーズン〜』のエンディングテーマに起用された。自身の楽曲が『D.C. 〜ダ・カーポ〜』シリーズの作品の主題歌に起用されるのは3枚目のシングル「未来へのMelody」以来4作ぶり。楽曲自体は『D.C. 〜ダ・カーポ〜』の世界観に合致する心地好い曲である。
ディスクジャケットには、表題曲「暁に咲く詩」が起用された『D.C.S.S. 〜ダ・カーポ セカンドシーズン〜』に登場するキャラクターの朝倉音夢とうたまるが描かれている。イラストは同アニメのキャラクターデザインを手掛けた高品有桂による描き下ろし。
2005年9月5日付のオリコン週間シングルチャートで39位を獲得。なお、11枚目のシングル「優しさは雨のように」で更新されるまで自己最高順位であった。

## 収録曲
（全作詞・作曲：rino）
1. 暁に咲く詩 [4:49]
編曲：大久保薫
  - テレビアニメ『D.C.S.S. 〜ダ・カーポ セカンドシーズン〜』エンディングテーマ
2. かくれんぼ同盟 [4:16]
編曲：宅見将典
3. 暁に咲く詩 (off Vocal)
4. かくれんぼ同盟 (off Vocal)

## 収録アルバム
| 曲名       | 発売日        | 収録アルバム | 備考                        |
| ---------- | ------------- | ------------ | --------------------------- |
| 暁に咲く詩 | 2006年6月21日 | トレモロ     | 2枚目のオリジナルアルバム。 |

### コンピレーションアルバム
| 曲名       | 発売日         | 収録アルバム | 備考                                                                                         |
| ---------- | -------------- | ------------ | -------------------------------------------------------------------------------------------- |
| 暁に咲く詩 | 2005年12月21日 | dolce2       | 『D.C.S.S. 〜ダ・カーポ セカンドシーズン〜』のコンピレーション・アルバム。Short ver.で収録。 |
| 暁に咲く詩 | 2007年11月21日 | 初音島ベスト | 『D.C. 〜ダ・カーポ〜』シリーズのコンピレーション・アルバム。                                |